# Dichiarazione di conformità
La dichiarazione di conformità (nota come DICO), in Italia, è un documento, o un insieme di documenti, con cui si dichiara che un bene (per esempio un impianto o un dispositivo o un materiale) rispetta gli standard imposti dalle norme tecniche e/o dalla legge.

## Evoluzione normativa
Il requisito della dichiarazione di conformità era stato introdotto con la legge 5 marzo 1990, n. 46. Un modello per la redazione della dichiarazione di conformità alla regola dell'arte era stato pubblicato con il D.M. 20 febbraio 1992.
Il D.M. 22 gennaio 2008 n. 37 recava 2 allegati coi modelli per la redazione della dichiarazione di conformità: uno per le imprese installatrici e uno per gli enti con uffici tecnici interni. Una delle novità sostanziali del D.M. era che la "Dichiarazione di Conformità" doveva essere fatta per ogni tipo d’impianto ed edificio (prima esisteva la differenza tra civile abitazione ed uso industriale e terziario). Una seconda novità era l'introduzione della "Dichiarazione di Rispondenza", da redigersi per gli impianti esistenti alla data dell'entrata in vigore del D.M. D’essa non v’era modello, aveva più carattere d’una "relazione tecnica" e d’una raccolta di dati tecnici e d’altra natura, come foto e schede. Per le cabine di media tensione infine v’era la "Dichiarazione di Adeguatezza" (fonte CEI 0-16), che era redatta da un’impresa abilitata in sostituzione e/o mancanza della "dichiarazione di conformità"; solitamente era richiesta dagli Enti fornitori d’energia per gli impianti esistenti.
Con la pubblicazione del decreto del Ministero dello sviluppo economico 19 maggio 2010 "Modifica degli allegati al decreto 22 gennaio 2008, n. 37, concernente il regolamento in materia di attività di installazione degli impianti all'interno degli edifici", sono stati introdotti nuovi moduli per la dichiarazione di conformità.

## Tipologie

### Dichiarazione di conformità per impianti
L'installatore di un impianto (impianto elettrico, idro-sanitario, termico, ecc.) è tenuto per legge a presentare dichiarazione di conformità inerente all'impianto stesso.
Per mezzo di essa, si dichiara che l'installazione dell'impianto è stata compiuta in conformità a disposizioni legislative particolari o a specifiche norme tecniche. Per la redazione degli allegati e degli eventuali progetti sono necessarie specifiche figure come il Responsabile Tecnico o il Progettista abilitato, iscritto in apposito albo.

### Dichiarazione di conformità UE
Dichiarazione di conformità UE, anche nota con il nome precedente di Dichiarazione di conformità CE, viene emessa in accordo alle direttive europee per i prodotti che richiedono la marcatura CE. Viene redatta dal fabbricante dichiarando la conformità alle direttive europee applicabili allo specifico prodotto, che devono essere tutte elencate. Eventuali requisiti specifici sono indicati nelle rispettive direttive.
Il certificato di omologazione comunitaria (C.O.C.) è un certificato di conformità dell'Unione europea rilasciato per i veicoli appartenenti alla categoria internazionale “M1”, cui fanno parte i veicoli adibiti al trasporto di persone con almeno quattro ruote, acquistati direttamente da singoli privati in un paese comunitario o commercializzati in Italia da operatori privati o tramite reti ufficiali dei concessionari.
Dal certificato di omologazione comunitaria sono desumibili tutti i dati necessari per la compilazione della carta di circolazione. A tale documento può essere allegata una dichiarazione per l'immatricolazione che serve per agevolare il collegamento con il numero di omologazione europeo.

## Modalità di presentazione
Tali documenti, uno per ogni impianto (elettrico, idro-sanitario, termico, ecc.) presente in un edificio, vengono solitamente presentati insieme al certificato di agibilità di un edificio (o di una porzione di esso).
L'installatore dell'impianto deve possedere i requisiti previsti dalla legge e con questo documento si assume la responsabilità che l'impianto risponda alle vigenti norme tecniche italiane ed europee, e a tutte le leggi in materia tecnica.
Pur col modello unico stabilito a livello ministeriale, ogni comune prevede proprie modalità di presentazione pratica.

## Contenuto
La dichiarazione di conformità contiene i dati dell'impianto e dei seguenti soggetti: responsabile tecnico, proprietario, committente. Fornisce inoltre informazioni sulla procedura di installazione, sulla tipologia di materiali impiegati, sulle norme seguite, sull'ubicazione dell'impianto.
La dichiarazione di conformità si redige su un modello approvato dal Ministero del Lavoro ed è completata da una serie di allegati, alcuni dei quali obbligatori (pena la nullità della dichiarazione):
- il progetto (se l'immobile supera certi limiti dimensionali) vedasi D.M. 37/2008 c.1 e 2 (Art. 5)

L'obbligo del progetto sussiste per l'installazione, la trasformazione e l'ampliamento degli impianti;
- lo schema di impianto (dove non ci sia il progetto), "inteso come descrizione funzionale ed effettiva dell'opera";
- la relazione tipologica (o elenco dei materiali);
- il certificato di iscrizione alla Camera di commercio, industria, artigianato e agricoltura.

la dichiarazione di conformità deve essere composta da un minimo di cinque copie:
- una copia con gli allegati per chi utilizzerà l'Impianto;
- una copia al committente con allegati (firmata dal responsabile tecnico e dal titolare dell'impresa ove fossero distinte);
- una copia all'installatore (firmata dal committente per ricevuta);
- una copia all'installatore che la depositerà entro 30 giorni dalla conclusione dei lavori, presso lo sportello unico per l'edilizia del comune ove ha sede l'impianto (firmata dal committente per ricevuta).

Può esserci la necessità di ulteriori copie (anche con allegati) per attività soggette a certificato di prevenzione incendi (CPI) o per il cui svolgimento sia richiesto un nulla osta sanitario.